# Füstikeformák
A füstikeformák (Fumarioideae) a mákfélék (Papaveraceae) családjának egy alcsaládja. A régebbi rendszertanok önálló családként, a füstikefélék (Fumariaceae) családjaként tartották számon.
Az alcsalád fő elterjedési területe az északi félteke, valamint kis részben Afrika legdélibb része. 17 nemzetség 530 faja tartozik ide.

## Leírás
A füstikeformáknál nem találni tejnedvet. Gyakori a zigomorf, sarkantyús virág (Corydalis, Fumaria), de előfordul diszimmetrikus is (Dicentra). A szirmok két körben helyezkednek el, számuk összesen 4, a korán lehulló csészeleveleké 2. A porzók száma 4 vagy 6, általában két csoportban összenőttek. Két porzó két portokot (téka) visel, a többi csak egyet. A felső állású magház 2 termőlevélből nőtt össze. A Corydalis nemzetségben pseudomonocotylia alakul ki, azaz a két sziklevél összenő.

## Rendszerezés

### APG-rendszer
Az Angiosperm Phylogeny Group által 1998-ban (APG I) és a 2003-ban (APG II) publikált osztályozások egyaránt a Ranunculales rendbe helyezik; a családot és az abba tartozó nemzetségeket (opcionálisan) a Papaveraceae család részeként (Fumarioideae alcsalád), vagy önálló családként (Fumariaceae) tárgyalják. Az APG III-ban az alcsaládként való leírást választották.
Két nemzetségcsoport (tribus) különböztethető meg a Fumarioideae alcsaládban:
- Hypecoeae – Hypecoum nemzetség 18 fajjal.
- Fumarieae – Az alcsaládhoz tartozó további 19 nemzetség 510 fajjal. A két legnagyobb nemzetség: Corydalis (400 faj), Fumaria (55 faj)

A teljes nemzetséglista fajszámokkal: Hypecoum (18 faj), Lamprocapnos (1), Ichtyoselmis (1), Ehrendorferia (2), Adlumia (2), Capnoides (1), Ceratocapnos (3), Corydalis (470), Cryptocapnos (1), Cysticapnos (4), Dactylicapnos (13), Dicentra (6), Discocapnos (1), Fumaria (50), Fumariola (1), Platycapnos (3), Pseudofumaria (2), Rupicapnos (7), Sarcocapnos (5) és Trigonocapnos (1).

### Egyéb rendszerek
A rendszerezők nagy része a Papaverales rendbe helyezi a családot, a Papaveraceae család mellé. A részletesebb felosztást (4 család) javasló Tahtadzsján kivételével mindannyiuknál e két család alkotja a Papaverales rendet. A Papaveraceae családtól való elválasztást az látszik indokolttá tenni, hogy a Fumariaceae családhoz tartozó nemzetségekben a mákfélékkel szemben nincs tejnedv, a virágok nem sugaras, hanem kétoldali szimmetriájúak, vagy (a Dicentra nemzetségben) biszimmetrikusak, valamint termésük és a porzótáj felépítése is eltérő.
Soó Rezső saját növényrendszertani szisztémájának korai (1948-53) változatában a Papaveraceae alcsaládjaként tárgyalta a füstikeféléket.